# 2-氨基嘌呤
2-氨基嘌呤是鸟嘌呤和腺嘌呤的嘌呤类似物，是一种用于核酸研究的荧光分子标记。它最常与胸腺嘧啶配对作为腺嘌呤类似物，但也可以与胞嘧啶配对作为鸟嘌呤类似物。出于这个原因，它有时在实验室中用于诱变。